# Frank Wills
Pour les articles homonymes, voir Wills.
Frank Wills est un architecte d'origine britannique connu pour ses créations d'églises de style néo-gothique en Amérique du Nord.

## Biographie
Frank Wills est né à Exeter, dans le Devon, en Angleterre, en 1822, et a commencé à travailler sous les ordres de John Hayward (en) alors qu'il était membre de la Société d'architecture d'Exeter. Son premier travail connu est un tombeau dans le style gothique derrière le maître-autel dans l'église Saint-Thomas à Exeter. En 1842, il expose à la Royal Academy de Londres.
Il émigre au Nouveau-Brunswick en 1845 pour travailler sur le projet de la cathédrale Christ Church à Fredericton, dont le modèle a été l'église Sainte-Marie à Snettisham, dans le Norfolk.
Il s'installe à New York où il crée une firme d'architectes à la fin de 1847, et épouse Emily Coster en 1848. Il devient associé à la New York Ecclesiology Society et fut bientôt l'architecte officiel de ce groupe et, en 1850, année de la mort de son épouse, il publia Ancient Ecclesiastical Architecture and Its Principles, Applied to the Wants of the Church at the Present Day,. En 1851, il choisit Henry C. Dudley comme associé, qui avait également travaillé chez Hayward à Exeter. Il se remaria avec Almy Warne Casey en novembre 1853, fille du marchand de fer de Philadelphie, James Casey, et eurent un fils, Charles James Wills. Frank Wills décéda subitement à Montréal en 1857, où il travaillait sur la cathédrale Christ Church.

## Réalisations
- Cathédrale Christ Church à Fredericton
- Chapelle Saint-Anne à Fredericton
- Église des Saints-Innocents à Albany
- Grace Church à Albany
- Église Maison de prière à Newark
- Église anglicane à Burton
- Église Saint-Pierre à Milford
- Chapelle de la Croix à Madison
- Église Sainte-Marie à Abingdon
- Maison Montgomery à Madison
- Église de la Sainte-Trinité à Nashville
- Église du Christ à Napoleonville
- Église de la Sainte-Trinité à Claremont
- Église Sainte-George à New York
- Église Saint-Jean à Troy
- Église Saint-Michel à Québec
- Église Saint-Jean à Montgomery
- Église du Christ à Oberlin
- Église de la Nativité à Huntsville
- Cathédrale Christ Church à Montréal

En outre, sur la base de similitudes, trois autres églises seraient issues de son cabinet :
- Église de la Trinité à Scotland Neck
- Église de la Nativité à Union
- Église de la Trinité à Natchitoches